# Ben Azzouz
Ben Azzouz è un comune dell'Algeria, situato nella provincia di Skikda.